# Alojz Derling
Alojz Derling (Hlebce, 10. decembar 1913 — Zenica, 24. jun 1981) slovenački graditelj metalurške peći i inovator.

## Život i djelo
Bio je kvalifikovani zidar za vatrostalne materijale u željezari Jesenice. Tokom Drugog svjetskog rata sudjelovao je u narodnooslobodilačkoj borbi, nakon čega je ponovno radio u željezari Jesenice, a od 1947. u željezari Zenica kao upravnik pogona za izgradnju i održavanje metalurških peći. Pod njegovim vođstvom 1960. godine osnovano je specijalizovano građevinsko preduzeće za projektovanje i izgradnju industrijskih peći, dimnjaka i vodotornjeva, kao i za proizvodnju vatrostalnih materijala u Vatrostalnoj Zenica. Kao direktor (1968—1978), Derling je profesionalno i organizaciono razvio fabriku, etablirajući se u Jugoslaviji, kao i u inostranstvu, te postavljajući velike koksne pogone i metalurške peći u industrijalizovanim zemljama. Derling je pronalazač oko 30 izuma, inovacija i racionalizacija; patent derling, dizajn visećeg luka za Simens—Martinovu peć, korišćen je u 17 razvijenih zemalja. U domovini je primio nekoliko nagrada, a diplomu i ljubičastu medalju na 14. međunarodnoj izložbi pronalazaka u Briselu. Bio je počasni član Saveza inženjera i tehničara Jugoslavije.